# Aulacoderus alatus
Aulacoderus alatus es una especie de coleóptero de la familia Anthicidae.

## Distribución geográfica
Habita en Namibia.